# Фастів II
Фа́стів II — залізнична станція Козятинської дирекції Південно-Західної залізниці (Україна) на дільниці Фастів I — Миронівка між колійним постом ЕЦ-2 (відстань — 1 км) та зупинним пунктом 8 км (5 км). Відстань до станції Фастів I — 3 км, до станції Миронівка — 100 км.

## Історія
Станція Фастів ІІ відкрита 1940 року.